# Кирломенешть (Бузеу)
Кирломенешть, Кирломенешті (рум. Cârlomănești) — село у повіті Бузеу в Румунії. Входить до складу комуни Вернешть.
Село розташоване на відстані 98 км на північний схід від Бухареста, 14 км на північний захід від Бузеу, 107 км на захід від Галаца, 96 км на південний схід від Брашова.

## Населення
За даними перепису населення 2002 року у селі проживали 200 осіб, усі — румуни. Усі жителі села рідною мовою назвали румунську.